# Meniscoessus
Meniscoessus es un género de mamífero extinto de fines del Cretácico del territorio que ocupa Estados Unidos en la actualidad. Habitó hacia el final de la denominada «edad de los dinosaurios» y pertenecía al orden extinto Multituberculata. Se encuentra ubicado en el suborden Cimolodonta y la familia Cimolomyidae.
El género Meniscoessus fue designado por Cope E.D. en 1882. También ha sido denominado: Cimolomys (en parte); Dipriodon (Marsh 1889); Halodon (Marsh 1889); Oracodon (Marsh 1889); Moeniscoessus; Selenacodon (Marsh 1889) (en parte); y Tripriodon (Marsh 1889).
La historia del nombre del género es complicada y confusa. Se le atribuye a Cope, 1882. Posteriormente, le siguió "Meniscoessus" (Marsh 1889). La segunda denominación aparentemente estaba relacionada con dientes que parecían corresponder a pequeños dinosaurios carnívoros. Esta denominación fue adaptada como Dipriodon, Tripriodon entre otros, incluido Triprotodon. Luego se identificaron similitudes con el género Paronychodon existente (Cope 1876), también basándose en dientes de la formación Laramie. Con el correr de los años numerosos nombres fueron propuestos como sinónimos de P. Sin embargo en la actualidad es considerado un nomen dubium.
En 1929, Simpson publicó American Mesozoic Mammalia (Mem. of the Peabody Museum, 3 pt. 1; i-xv). El nombre Tripriodon ("tres dientes aserrados") fue resucitado. Estos dientes "teropodos" en realidad eran mamíferos. Desde entonces el mamífero T. cayó en desuso.
En resumen, Meniscoessus es un multituberculado válido, el cual es conocido por algunas buenas piezas halladas, y por numerosos dientes.

## Especies

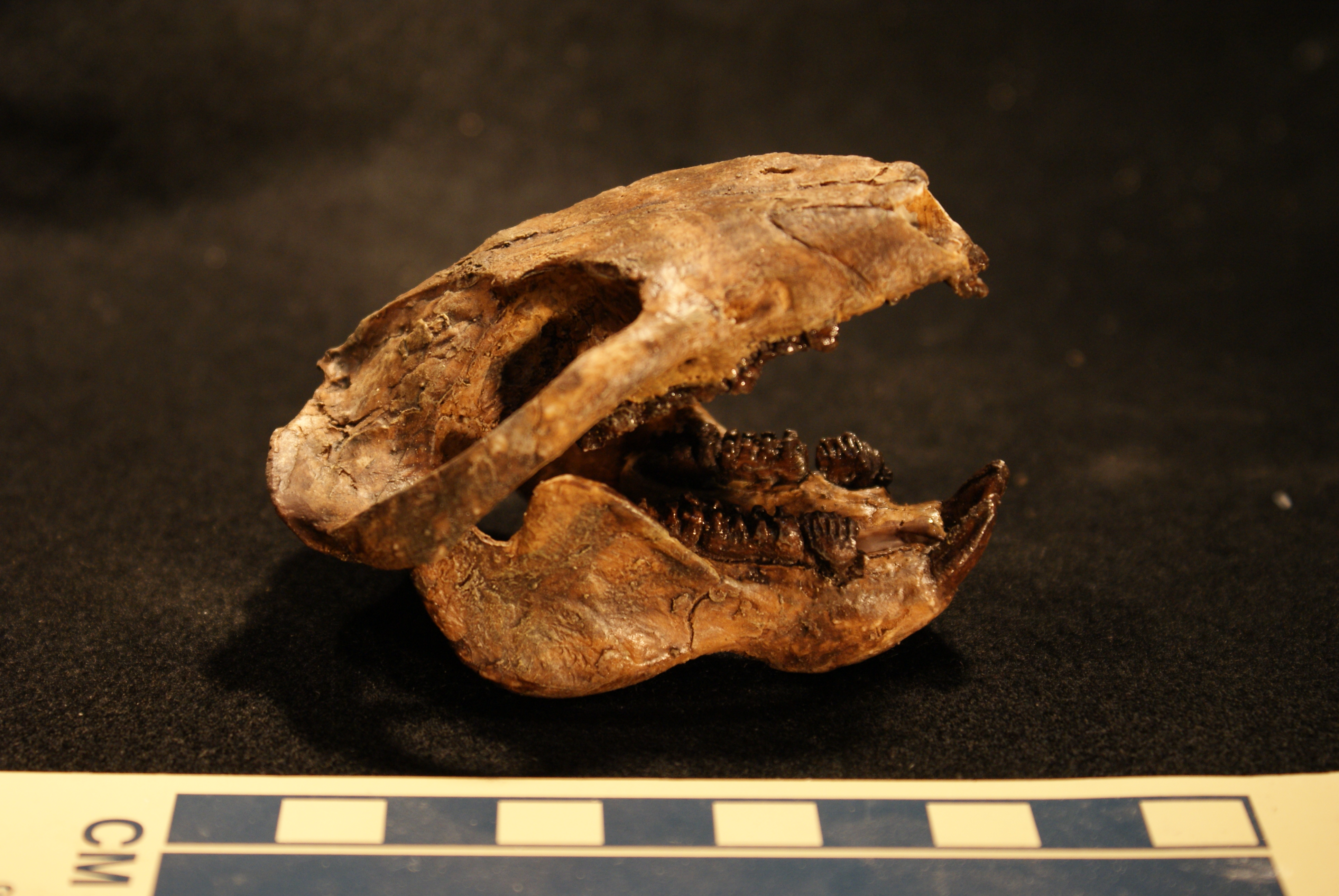
Cráneo de Meniscoessus en el Centro de Dinosaurios de las Rocky Mountain, Woodland Park, Colorado

La especie Meniscoessus collomensis fue denominada por Lillegraven J.A. en 1987.Los restos fósiles fueron hallados en los estratos del Cretácico Superior de la formación Williams Fork, en Colorado (Estados Unidos). Esta especie es conocida a partir de hallazgos en un solo sitio. Se estima la misma pesaba 1.4 kg.
La especie Meniscoessus conquistus fue denominada por Cope E.D. in 1882. Los restos fueron encontrados en los estratos del Maastrichtiano (Fines del Cretácico) de Colorado y la formación del río St. Mary en Canadá.
La especie Meniscoessus ferox fue denominada por Fox R.C. en 1971. Los restos fueron encontrados en los estratos del Campaniano (Cretácico Superior) de la formación del río Upper Milk en Alberta, Canadá. El holotipo, recolectado en 1968, se encuentra en la colección de la Universidad de Alberta.
La especie Meniscoessus intermedius fue denominada por Fox R.C. en 1976. Los restos fueron encontrados en los estratos del Campaniano - Maastrichtiano (Cretácico Superior) de la formación Oldman de Alberta y Nuevo México, Utah y Wyoming (Estados Unidos). Se estima la misma pesaba 500 g, tanto como una rata grande.
La especie Meniscoessus major fue denominada por Russell en la década de 1930. También se la denomina Cimolomys major (Russell 1936). Los restos fueron encontrados en los estratos del Campaniano (Cretácico Superior) de Montana (Estados Unidos) y Alberta, Canadá. Se estima la misma pesaba 1 kg. El holotipo se encuentra en Alberta. 
La especie Meniscoessus robustus fue denominada por Marsh O.C. en 1889. También se la denomina Cimolomys sculptusy; Dipriodon lacunatus; D. lunatus (Marsh 1889); D. robustus (Marsh 1889); Halodon sculptus (Marsh 1889); M. borealis (Simpson 1927); M. coelatus; M. fragilis; M. greeni (Wilson R.W. 1987); M. lunatus; M. sculptus; Moeniscoessus  robustus; Oracodon anceps (Marsh 1889); O. conulus  (Marsh 1892); Selenacodon fragilis (Marsh 1889); y Tripriodon coelatus (Marsh 1889). Los restos fueron encontrados en los estratos del Maastrichtiano (Cretácico Superior) y estratos posiblemente del Paleoceno en Wyoming, Montana, Dakota del Sur (Estados Unidos) y en la formación del río Santa Maria en Canadá. Se estima la misma pesaba 3.3 kg. El primer uso de la denominación M. robustus  parece remontarse a 1891 por Osborn.
La especie Meniscoessus seminoensis fue denominada por Eberle J.J. y Lillegraven J.A. en 1998. Los restos fueron encontrados en los estratos del Campaniano - Maastrichtiano (Cretácico Superior) de la formación Ferris en Wyoming. Se encontró una mandíbula inferior de 3.5 cm cerca de las montañas Seminoe. Posee una gran similitud con M. robustus. Su tamaño era entre el de una rata y un animal de 3.5 kg, según la fuente.